# Austrian Open 1999 - Qualificazioni doppio
Le qualificazioni del doppio  dell'Austrian Open 1999 sono state un torneo di tennis preliminare per accedere alla fase finale della manifestazione. I vincitori dell'ultimo turno sono entrati di diritto nel tabellone principale. In caso di ritiro di uno o più giocatori aventi diritto a questi sono subentrati i lucky loser, ossia i giocatori che hanno perso nell'ultimo turno ma che avevano una classifica più alta rispetto agli altri partecipanti che avevano comunque perso nel turno finale.
Le qualificazioni del doppio del torneo Austrian Open 1999 prevedevano 4 coppie partecipanti di cui una è entrata nel tabellone principale.

## Teste di serie
1. Álex Calatrava /  Dušan Vemić (Qualificati)

1. Andrej Čerkasov /  Udo Plamberger (ultimo turno)

## Qualificati
1. Álex Calatrava  /   Dušan Vemić

## Tabellone

### Legenda
| - Q = Qualificato - WC = Wild card - LL = Lucky loser | - ALT = Alternate - SE = Special Exempt - PR = Protected Ranking | - w/o = Walkover - r = Ritirato - d = Squalificato |

|  | Primo turno | Primo turno                       | Primo turno                       | Primo turno | Primo turno |  |  | Ultimo turno | Ultimo turno                   | Ultimo turno                   | Ultimo turno | Ultimo turno |  |
|  |             |                                   |                                   |             |             |  |  |              |                                |                                |              |              |  |
|  | 1           | Álex Calatrava Dušan Vemić        | Álex Calatrava Dušan Vemić        | 6           | 7           |  |  |              |                                |                                |              |              |  |
|  |             | Konstantin Gruber Philipp Mullner | Konstantin Gruber Philipp Mullner | 4           | 5           |  |  | 1            | Álex Calatrava Dušan Vemić     | Álex Calatrava Dušan Vemić     | 6            | 7            |  |
|  | 2           | Andrej Čerkasov Udo Plamberger    | 6                                 | 3           | 6           |  |  | 2            | Andrej Čerkasov Udo Plamberger | Andrej Čerkasov Udo Plamberger | 3            | 5            |  |
|  |             | Georg Blumauer Sláva Doseděl      | 4                                 | 6           | 2           |  |  |              |                                |                                |              |              |  |